# رايا وآخر تنين
رايا وآخر تنين (بالإنجليزية: Raya and the Last Dragon) هو فيلم فنتازيا رسوم متحركة أمريكي من إنتاج شركة أفلام والت ديزني وإخراج دون هول وكارلوس لوبيز إسترادا ومن بطولة كيلي ماري تران وأوكوافينا. يصور الفيلم أميرة محاربة سعت للحصول على التنين الأسطوري الأخير ، على أمل استعادة جوهرة التنين التي ستعيد والدها وتطرد الأرواح الشريرة المعروفة باسم الدرون من أرض كوماندرا. خططت شركة والت ديزني ستوديوز موشن بيكتشرز لإطلاق الفيلم في المسارح في الولايات المتحدة في 25 نوفمبر 2020 ، ولكن تم تأجيل ذلك إلى 5 مارس 2021 بسبب جائحة COVID-19. تم توفير الفيلم في 2D و RealD 3D و Dolby Cinema و IMAX و 4DX و ScreenX.
كان الفيلم متاحًا في وقت واحد على منصة ديزني + نتيجة لتأثيرات جائحة COVID-19 على دور السينما. في يوليو 2021 ، بعد فترة وجيزة من تشغيل الوصول المتميز ، أصبح الفيلم ثاني أكثر العناوين المتدفقة مشاهدة بعد موسم لوسيفر الخامس من نتفليكس . أصبح الفيلم ثالث أكثر الأفلام التي يتم بثها في عام 2021 ، وحقق أكثر من 130 مليون دولار في جميع أنحاء العالم وتلقى تعليقات إيجابية من النقاد ، الذين أشادوا بالرسوم المتحركة والتمثيل الصوتي. حصل الفيلم على العديد من الجوائز ، بما في ذلك الترشيح لأفضل فيلم رسوم متحركة طويل في حفل توزيع جوائز الأوسكار رقم 94 الذي سيعقد في 27 مارس 2022 ، وتم ترشيحه في نفس الفئة في حفل توزيع جوائز غولدن غلوب الـ 79. وتصدر الفيلم أيضًا جوائز آني التاسعة والأربعين بعشرة ترشيحات.

## القصة
قبل خمسمائة عام ، دمرت شبه قارة كوماندرا المسالمة والمزدهرة من قبل الأرواح الشريرة ذات اللون الداكن الدرون التي تحجر كل كائن حي في طريقها. تركز سيسو ، آخر تنين على قيد الحياة ، سحرها في جوهرة وتفجر الدرون بعيدًا ، مما يعيد إحياء شعب كوماندرا ولكن ليس التنانين . صراع على السلطة من أجل الأحجار الكريمة يقسم شعب كوماندرا إلى خمس ممالك منفصلة تسمى فانغ ، القلب ، العمود الفقري ، تالون والذيل ، بما يتوافق مع وضعهم على طول نهر عملاق على شكل تنين.
بعد خمسمائة عام ، قام الزعيم بنجا من قبيلة القلب ، التي انتهى بها الأمر بالاحتفاظ بجوهرة التنين ، بتدريب ابنته المحاربة الشابة الأميرة رايا على حماية الأحجار الكريمة. إيمانًا راسخًا بإمكانية إعادة توحيد كوماندرا ، تقيم بنجا وليمة لقيادة جميع القبائل الخمس. خلال العيد ، تصادق رايا ناماري ، ابنة الزعيمة فيرانا من قبيلة فانغ وأميرة فانغ ، التي أعطت رايا قلادة تنين وأخبرتها عن أسطورة تقول أن التنين سيسو لا يزال موجودًا ويمكن استدعاؤه.
تثق ريا بنماري ، وتعرض لها غرفة الجوهرة. ناماري يخون ريا كجزء من مؤامرة لمساعدة فانغ على سرقة الأحجار الكريمة. بعد تنبيهه للهجوم ، وصل بنجا والقبائل الأخرى وبدأوا القتال على الأحجار الكريمة ، مما أدى إلى تقسيمها إلى خمس قطع في الشجار. يؤدي تدمير الأحجار الكريمة إلى إحداث شق يؤدي إلى إطلاق الدرون مرة أخرى ، متجاوزًا أرض القلب بسرعة. بينما يسرق كل فرد من أفراد القبيلة قطعة من الجوهرة ويهرب ، يلاحظ بنجا أن الدرون يتصدى بالمياه ويضحي بنفسه لإنقاذ حياة ريا من خلال رميها في النهر قبل أن يفزعها الدرون.
بعد ست سنوات ، تتجول ريايا في رحلة عبر كوماندرا بحثًا عن سيسو لتجعلها تصنع جوهرة أخرى وتطرد الدرون مرة أخرى . تمكنت من استدعائها عند غرق سفينة في تيل حيث تعترف سيسو بأنها لم تصنع الجوهرة ، لكنها استخدمتها نيابة عن أشقائها الأربعة ، الذين ساهم كل منهم بسحرهم في الأحجار الكريمة. عزم ريا وسيسو على استعادة القطع الأربع المسروقة من الأحجار الكريمة ، وإعادة تجميعها واستخدامها لإبعاد الدرون واستعادة والد ريا والآخرين الذين تحجروا. تسافر ريا وسيسو عبر القبائل ، لاستعادة قطع من الأحجار الكريمة وتكوين صداقات جديدة: صاحب المطعم الشاب بون من تالون ، والفنان الصغير المخادع ليتل نوي من تالون ، والمحارب تونغ من العمود الفقري ، وجميعهم فقدوا أحباءهم على يد الدرون .
تلاحق ناماري راية على أمل الحصول على شظايا الأحجار الكريمة لقبيلة فانغ. كل قطعة جوهرة يكتسبونها تبارك سيسو بالقوى السحرية لإخوتها. رايا ، التي لا تثق تمامًا برفاقها الجدد ، تصر على بقاء سيسو متنكراً في زي إنسان ، لكن سيسو تكشف عن نفسها لإنقاذ رايا من نامااري في العمود الفقري. في فانغ ، يقنع سيسو رايا باقتراح تحالف مع ناماري بدلاً من سرقة القطعة الأخيرة من الأحجار الكريمة. كبادرة ثقة ، أعادت ريا القلادة التي أعطتها لها نماري منذ سنوات. ناماري ، ممزقة بين مسؤوليتها تجاه فانغ ورغبتها في المساعدة على هزيمة الدرون ، تهددهم بقوس ونشاب. يتاول سيسو تهدئة ناماري لكن رايا تهاجم بسيفها ، مما يتسبب في إطلاق قوس ونشاب ناماري النار وقتل سيسو .
يستنزف موت سيسو كل مياه كوماندرا ، مما يسمح للدرون باجتياح العالم. غاضبة من تصرفات نماري ، تلاحق ريا نماري ، التي تجدها حزينة على تحجر والدتها ويقاتلون بينما يستخدم رفقاء ريا قطع الأحجار الكريمة لإجلاء سكان فانغ. راية تهزم نماري وتستعد لقتلها لكنها تتوقف بعد أن أدركت دورها في وفاة سيسو بسبب عدم قدرتها على الثقة بالآخرين. تذهب ريا ونماري لمساعدة الآخرين. مع اكتساب الدرون لمجموعتها ، تتذكر ريا كيف سمحت الثقة لسيسو بإنقاذ العالم. تحث الآخرين على توحيد الأحجار الكريمة وإعادة تجميعها ، وإظهار إيمانها بنمااري من خلال تسليم قطعة الأحجار الكريمة الخاصة بها والسماح للدرون بأخذها. يحذو الآخرون حذوهم ونعماري تعيد تجميع الأحجار الكريمة قبل أن يحجرها الدرون أيضًا. مع إعادة تجميع جوهرة التنين ، يطلق العنان لموجة صدمة قوية تنتشر في جميع أنحاء كوماندرا ، وتهزم كل الدرون وتستحضر عاصفة مطيرة سحرية تنعش الجميع جنبًا إلى جنب مع جميع التنانين التي تحيي سيسو لاحقًا. تجتمع المجموعة مجددًا مع أحبائهم المفقودين ، بما في ذلك ريا ووالدها ، وتجتمع القبائل والتنين في هارت لتتحد باسم كوماندرا مرة أخرى.